# Steve Box
Steven Box, detto Steve (Bristol, 23 gennaio 1967), è un regista, animatore e sceneggiatore inglese, attivo anche come doppiatore sempre nel campo dell'animazione.

## Biografia
Ha ottenuto il Premio Oscar nel 2006 nella categoria miglior film d'animazione per Wallace & Gromit: La maledizione del coniglio mannaro, in condivisione con Nick Park.
Per tre volte ha vinto i Premi BAFTA: nel 1998 per il "miglior cortometraggio animato", nel 2006 in due categorie. Sempre nel 2006 ha vinto l'Annie Award in due categorie relative a sceneggiatura e regia.

## Filmografia principale
Regia e autore
- Wallace & Gromit - La maledizione del coniglio mannaro (Wallace & Gromit: The Curse of the Were-Rabbit), co-regia con Nick Park (2005)